# Candor Chaos
Il Candor Chaos è una struttura geologica della superficie di Marte.